# Ramularia rhei
Ramularia rhei Allesch. – gatunek grzybów z klasy Dothideomycetes. Grzyb mikroskopijny, fitopatogen pasożytujący na rabarbarze (Rheum). Powoduje plamistość liści.

## Systematyka i nazewnictwo
Pozycja w klasyfikacji według Index Fungorum: Ramularia, Mycosphaerellaceae, Capnodiales, Dothideomycetidae, Dothideomycetes, Pezizomycotina, Ascomycota, Fungi.
Gatunek ten opisał Andreas Allescher w 1896 r. W polskim piśmiennictwie jest on uznawany za synonim Ramularia pratensis Sacc., jednak według Index Fungorum są to odrębne gatunki. 

## Występowanie
Znane jest występowanie Ramularia rhei głównie w Europie, podano też jedno stanowisko w północnej części Kanady. 